# O Noivo da Girafa
O Noivo da Girafa é um filme brasileiro de 1957, do gênero comédia, dirigido e escrito por Victor Lima e estrelado por Mazzaropi. Foi uma produção de Oswaldo Massaini para a Cinedistri, gravado nos estúdios cinematográficos da TV-Rio, com cenas externas do Bondinho do Pão de Açúcar. As músicas são do maestro Radamés Gnatalli, com canções interpretadas por Mazzaropi. É um dos três filmes da trilogia carioca de Mazzaropi, ao lado de Fuzileiro do Amor e Chico Fumaça.

## Elenco
- Amácio Mazzaropi - Aparício Boamorte[2]
- Glauce Rocha: Inesita
- Roberto Duval: Poeta
- Manoel Vieira: Gonçalves, o dono da pensão
- Celeneh Costa: Clara
- Francisco Dantas - delegado
- Palmerim Silva - Morador da Pensão
- Arnaldo Montel - Carlos
- Benito Rodrigues
- Joyce de Oliveira - Dona Emengarda
- Pachequinho
- Armando Nascimento
- Yára
- Carlos Duval - Veterinário
- Walter Moreno
- Ferreira Leite
- Waldir Maia
- Vera Lúcia - Aninha

## Sinopse
Aparício Boamorte é um empregado humilde do Zoológico do Rio de Janeiro. Constantemente gozado pelos colegas e perseguido pelo chefe implicante, ele desenvolve afeição por uma girafa do zoo, com quem conversa enquanto a trata. Graças a isso, recebe o apelido de Noivo da Girafa. Quando Aninha, a filha menina do dono da pensão onde mora Aparício adoece, ele é obrigado a fazer um exame de saúde, pois é acusado de ter adquirido alguma doença dos animais, transmitindo-a à menina.
Como não tem dinheiro para ir ao médico, consulta o veterinário do zoológico, mas mistura os frascos de sangue, fazendo o clínico se confundir nos exames de sangue e acreditar que Aparício está com uma leucemia terminal, quando na verdade o sangue que ele examinou foi de um macaco doente. Aparício não fica sabendo, mas a notícia de que ele só conta com mais quinze dias de vida se espalha entre os conhecidos, que passam a lhe tratar bem.
O dono da pensão resolve então tirar vantagem da situação e decide casar sua filha Clara com Aparício, para torná-la a viúva herdeira da fortuna de um tio rico da Bahia, parente de Aparício que ainda está com uma saúde de ferro.